# Nemoleon quadrimaculatus
Nemoleon quadrimaculatus is een insect uit de familie van de mierenleeuwen (Myrmeleontidae), die tot de orde netvleugeligen (Neuroptera) behoort. 
Nemoleon quadrimaculatus is voor het eerst wetenschappelijk beschreven door Banks in 1911.